# Hippopotamus creutzburgi
Hippopotamus creutzburgi (Критський карликовий бегемот)  — вимерлий вид роду бегемотів, що мешкав на Криті в плейстоцені. Бегемоти колонізували Крит, ймовірно, в середньому плейстоцені (800 Кілороків тому).
Були ідентифіковані 2 підвиди:
- Hippopotamus creutzburgi creutzburgi
- Hippopotamus creutzburgi parvus

Кістки критського карликового бегемота були виявлені Доротеєй Бейт в 1920 році в східній частині Криту.
Критський карликовий бегемот, ймовірно, походить від європейського бегемота в результаті острівної карликовості.
Інший схожий вид, Hippopotamus minor, мешкав на Кіпрі до голоцену. Він був менше, ніж обидва підвиди Hippopotamus creutzburgi.